# Paederus riparius
Paederus riparius är en skalbaggsart som först beskrevs av Carl von Linné 1758.  Paederus riparius ingår i släktet Paederus, och familjen kortvingar. Arten är reproducerande i Sverige.